# Liste des lacs en République démocratique du Congo
La liste des lacs de la république démocratique du Congo répertorie la liste non exhaustive des lacs présents sur le territoire de la RDC,.
Il existe en république démocratique du Congo de nombreux types de lacs et sont classés par catégories.

## Lacs notoires et catégories de lacs présents dans le pays
La liste ci-dessous distingue grossièrement quelques catégories de lacs : 
- les lacs de cuvettes.
- les lacs de plateaux.
- les lacs de montagnes.